# Palais El Badi
Pour les articles homonymes, voir Badi (homonymie) et Badia (homonymie).
Le palais El Badi (parfois orthographié palais El Badiî ou El Badia) signifie littéralement « palais de l'incomparable », situé à Marrakech au Maroc, est un palais, édifié par le sultan saadien Ahmed al-Mansur ad-Dhahbî pour célébrer la victoire sur l'armée portugaise, en 1578, dans la bataille des Trois Rois. 
Ancien ensemble architectural construit à la fin du XVIe siècle, aujourd'hui, il ne reste qu'une immense esplanade creusée de jardins, plantée d'orangers et entourée de hauts murs. En effet, en 1696, le sultan alaouite Moulay Ismaïl a pris ce qu'il y avait de plus riche dans ce palais dans le but de construire la ville impériale de Meknès. 

## Historique
L'édifice fut érigé sur le coin nord-est de la Casbah, non loin des appartements privés du sultan saadien Ahmed al-Mansur Dhahbî. L'édification du palais se déroula de 1578 à 1594, certains travaux perdurant toutefois jusqu'en 1603, date de la mort du sultan. Symbole de puissance, l'ensemble palatial exprimait le faste du souverain tant auprès de ses sujets que des ambassades étrangères : il était le cadre d'audiences solennelles et de fêtes. Considéré comme un joyau de l'art islamique, sa construction fut influencée par l'Alhambra de Grenade (Espagne).
Il ne reste aujourd'hui que peu de traces du faste du palais. Vers 1696 le sultan alaouite Moulay Ismaïl ordonna en effet sa démolition qui dura une dizaine d'années. Une grande partie des matériaux auraient été réemployés à Meknès, ville que le souverain désigna comme capitale de son empire en 1672.
En 1953, des fouilles archéologiques furent conduites. Outre des fragments de matériaux, elles ont relevé la structure générale du palais. Les restes de cet ensemble palatial, où des nombreuses cigognes font leur nid, sont aujourd'hui ouverts au public et accueillent chaque année le festival de folklore marocain.

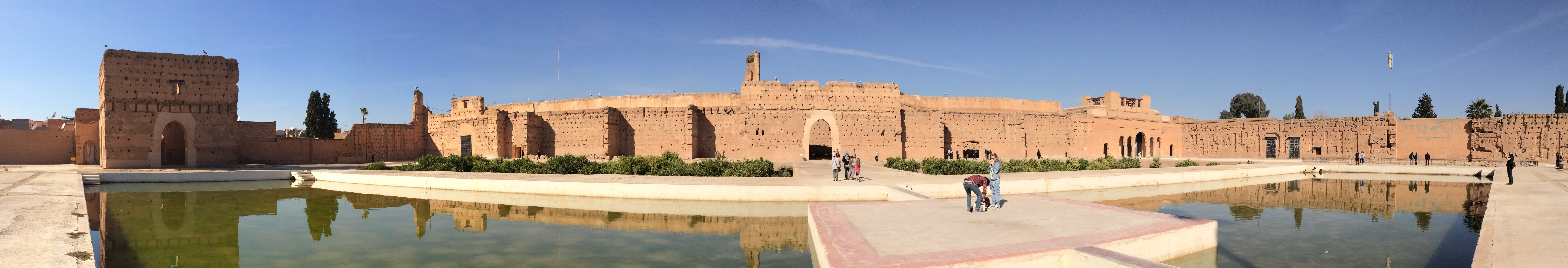
Vue panoramique de l'intérieur de palais.

## Description
L'accès principal au palais s'effectuait au sud-ouest, par la porte de porte du marbre. Le plan est ordonnancé autour d'une vaste cour rectangulaire de 135 mètres par 110. Le centre de cette dernière était agrémenté d'un bassin de 90 mètres sur 20 qui possédait en son centre une fontaine monumentale. Autour de la grande cour centrale, sur les côtés est et ouest, deux pavillons se faisaient face : le "pavillon de cristal" et le "pavillon des audiences" de plan quasi identique. Les côtés nord et sud, étaient quant à eux occupés par le "pavillon vert" ainsi que par celui de "l'héliotrope" qui possédaient deux galeries ouvertes. L'ensemble comptait 360 pièces.

## Témoignages
L'historien El Oufrani le décrit dans Nouzhat al-hadi bi-akhbar moulouk al-karn al-hadi :

« El Bedi était un édifice de forme carrée ; sur chacune des faces de ce carré se dressait une grande et magnifique coupole, autour de laquelle étaient groupés d'autres coupoles, des palais et des habitations. Sa hauteur était considérable et il recouvrait une vaste superficie... On y trouvait des onyx de toutes les couleurs et des marbres blancs comme l'argent ou entièrement noirs [...]. Le sol était pavé de superbes dalles de marbre poli et finement taillé ; les revêtements des murs, couverts de mosaïques de faïences, simulaient un entrelacement de fleurs ou les riches broderies d'un manteau. Enfin, les plafonds étaient incrustés d'or et les murailles, décorées de ce même métal, étaient en outre ornées de brillantes sculptures et d'inscriptions élégantes faites du plus beau stuc. [...] C'est une sorte de paradis terrestre, une merveille du monde, le comble de l'art, il fait pâmer de plaisir et d'admiration. »

Plusieurs visiteurs étrangers de Marrakech ont également laissé des témoignages et des descriptions précieuses du palais avant sa destruction. De nombreuses spolias du palais se trouvent en plusieurs lieux du Maroc.
Un plan portugais de 1585 qui se trouve dans la Bibliothèque du monastère royal de l'Escorial montre les détails des palais saadiens de la qasbah et leurs jardins. Adriaen Matham grava une Vue de la Casbah de Marrakech en 1641.
Dans son livre Mission historial de Marruecos, Francisco Jesús María écrit :

« Il était tout revêtu de mosaïques, de moulures, d'arabesques, et paraissait un bloc doré à cause des nombreuses incrustations d'or dont les murailles étaient ornées. Les quatre façades qui le composaient laissaient entre elles comme un patio, mais cette cour avait les dimensions d'une vaste place, elle était émaillée de fleurs et plantée d'arbres. Au milieu de ce patio se trouvait un grand bassin rempli d'eau, et il y en avait un autre pareillement à chacun des quatre angles. Ces bassins étaient faits de pierres différentes avec des moulures, des pyramides, des balustres, des colonnettes d'albâtre ; ils avaient tous une profondeur d'eau d'une pique et demie. Ils étaient séparés les uns des autres par quatre parterres d'un arrangement très ingénieux, et si grands que, dans chacun, il y avait un emplacement pour les fleurs, un autre pour les arbres fruitiers et un autre pour les diverses plantes de jardin. [...] En haut, le long des bassins, et en bas, dans les parterres, couraient quatre allées qui se croisaient et dont le sol et les murs étaient revêtus de fines mosaïques. Sur ces allées, par intervalles, il y avait des jets d'eau et, au milieu de chaque bassin, se trouvait une grande vasque dont le support s'élevait du fond de l'eau. »

Jean Mocquet écrit :

« Le palais du Roy est basty de petites pierres comme pièces raportées, & y a force marbre en colonnes, fontaines & autres ornements. »

## Galerie photos

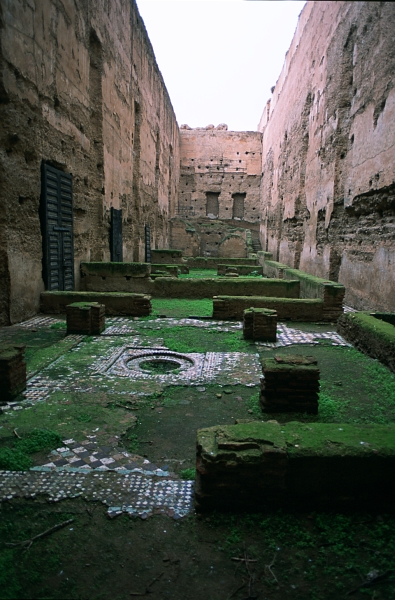
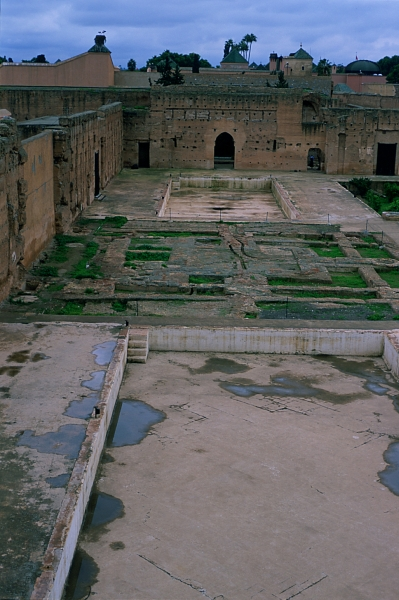
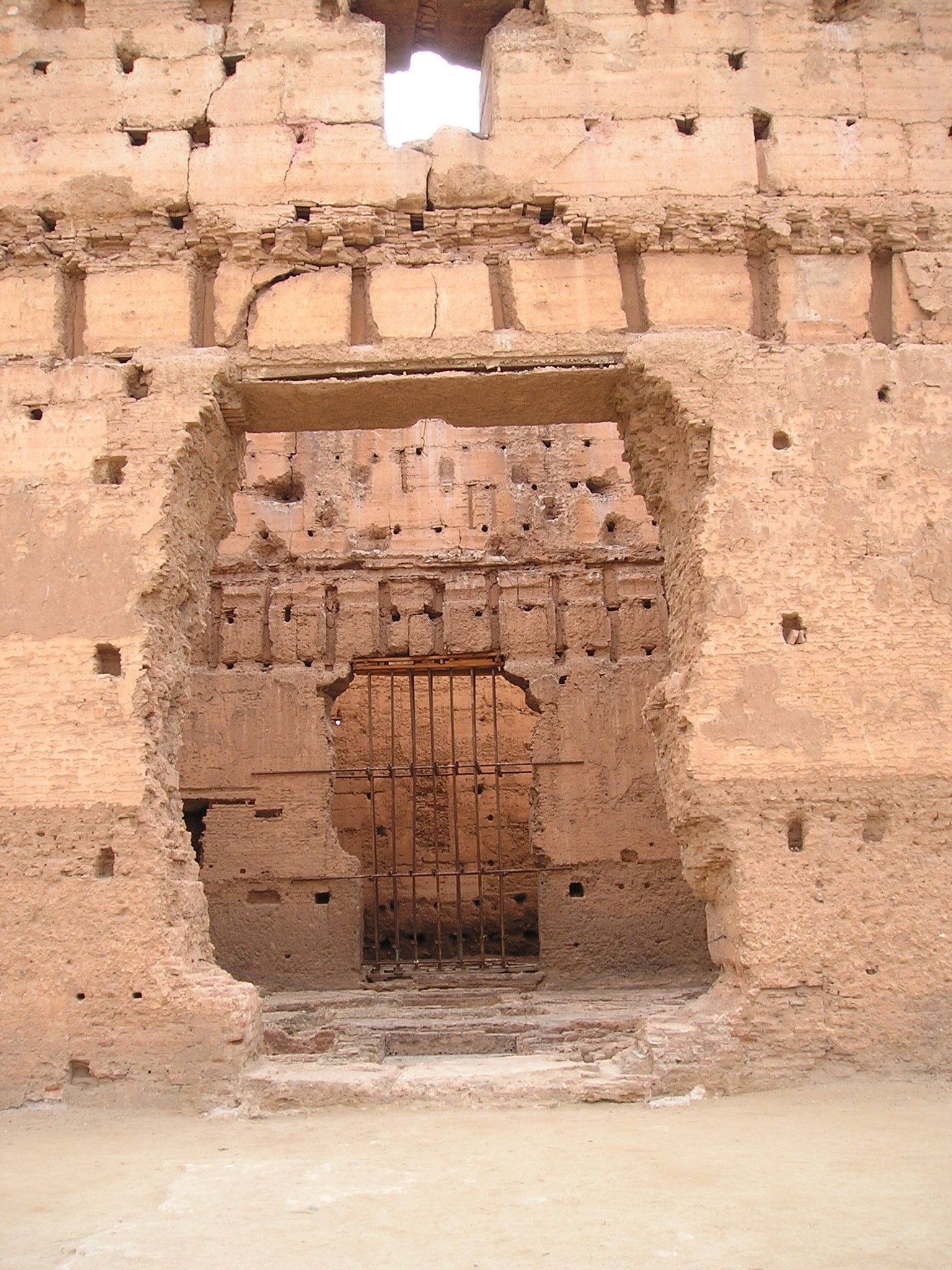
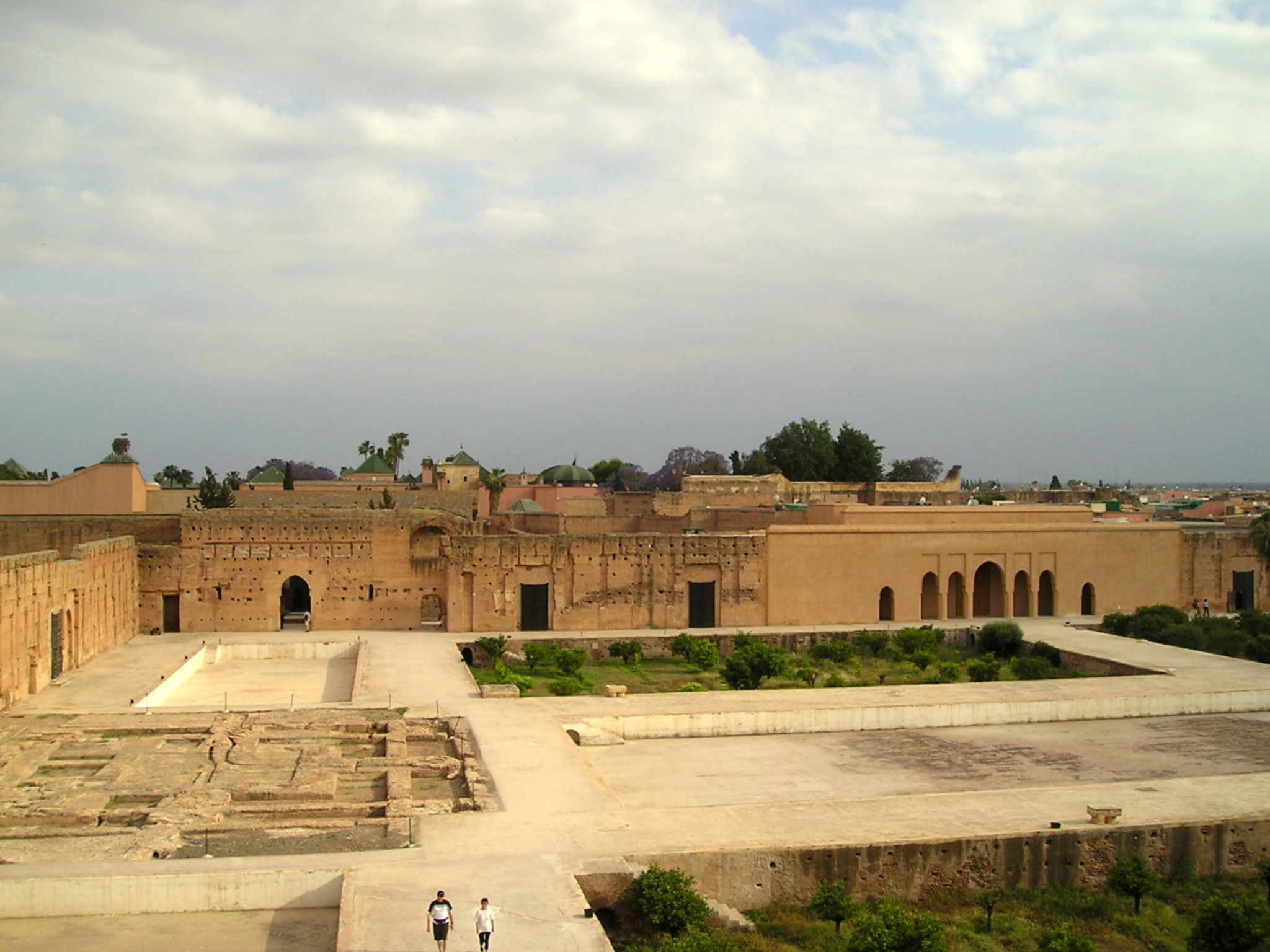
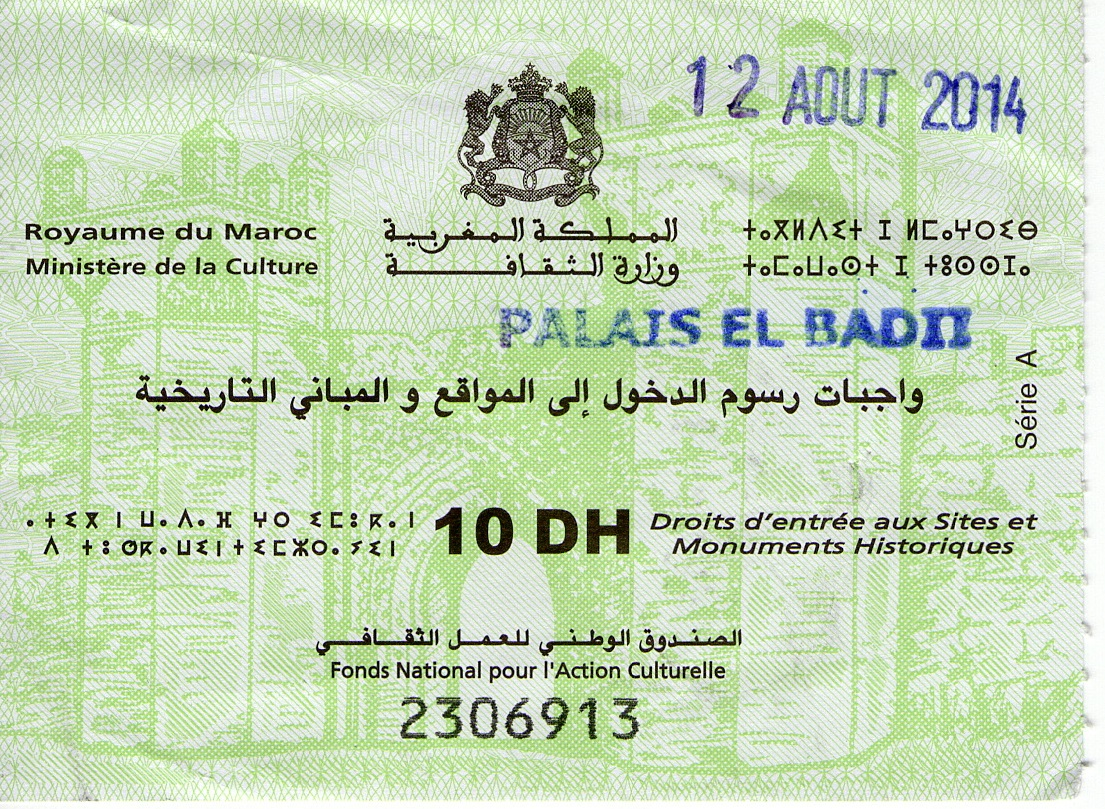
Ticket d'entrée au palais en août 2014.
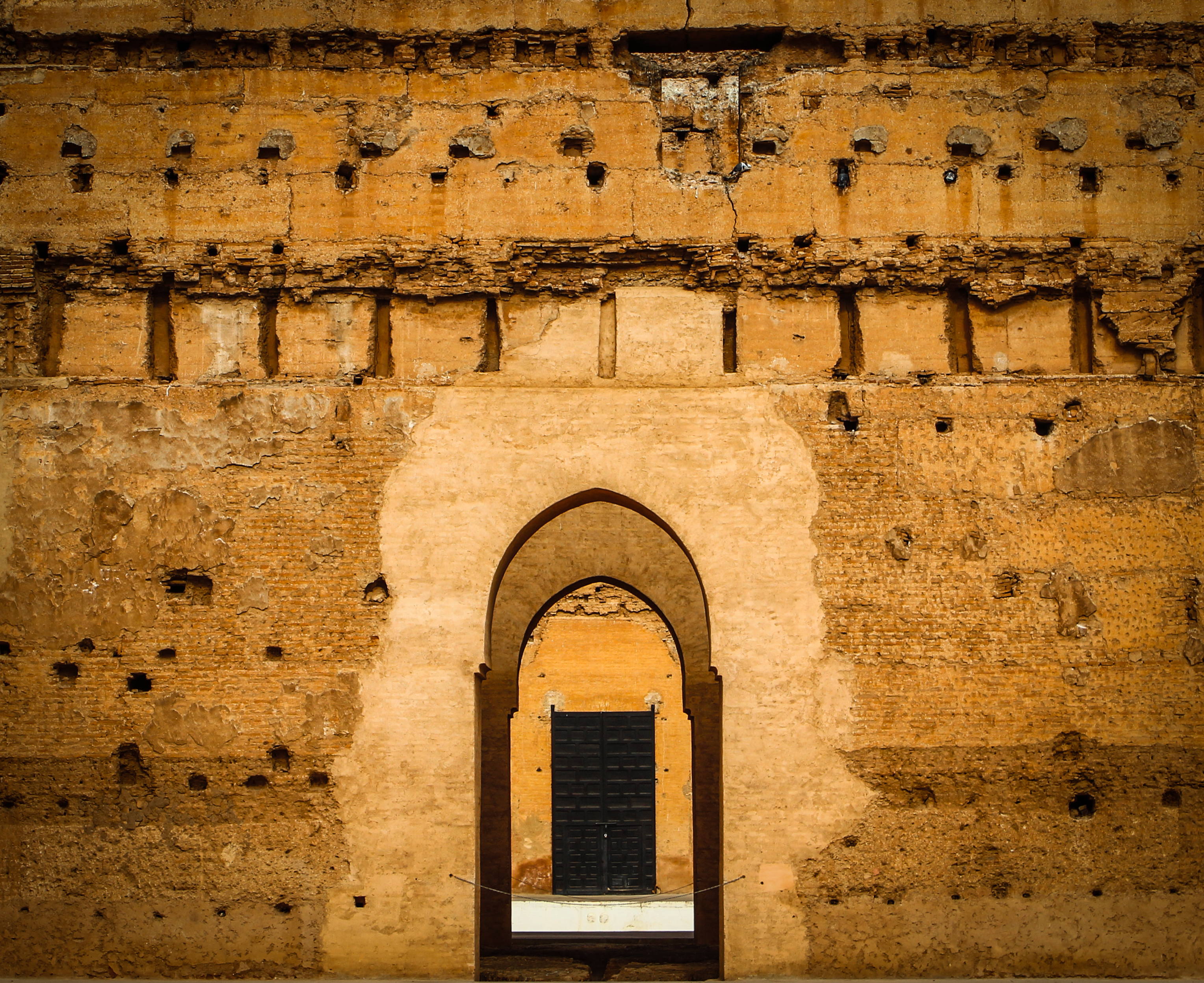
Un passage jaune-marron dans le palais El Badi, janvier 2020.